# 146
Cette page concerne l'année 146  du calendrier julien. Pour l'année 146 av. J.-C., voir 146 av. J.-C. Pour le nombre 146, voir 146 (nombre).
L'année 146 est une année commune qui commence un vendredi.

## Événements
- vers -146 (146 avJC), les Romains construisent la Via Egnatia à travers les Balkans de la mer Adriatique (Dyrrachium, Apollonia d'Illyrie) jusqu'à Byzance, en traversant la Macédoine.
- 1er août : début du règne de Huandi, empereur Han de Chine (fin en 168)[1].
- 10 décembre : Marc Aurèle reçoit l’imperium proconsulaire[2].

## Naissances en 146
- 11 avril : Septime Sévère, empereur romain de 193 à 211

## Décès en 146
- Dioclès, le plus fameux des auriges romains (104-146).